# Le Magny (Indre)
Le Magny é uma comuna francesa na região administrativa do Centro, no departamento de Indre. Estende-se por uma área de 17,84 km². Em 2010 a comuna tinha 1 089 habitantes (densidade: 61 hab./km²).